# Авиационные происшествия Аэрофлота 1980 года

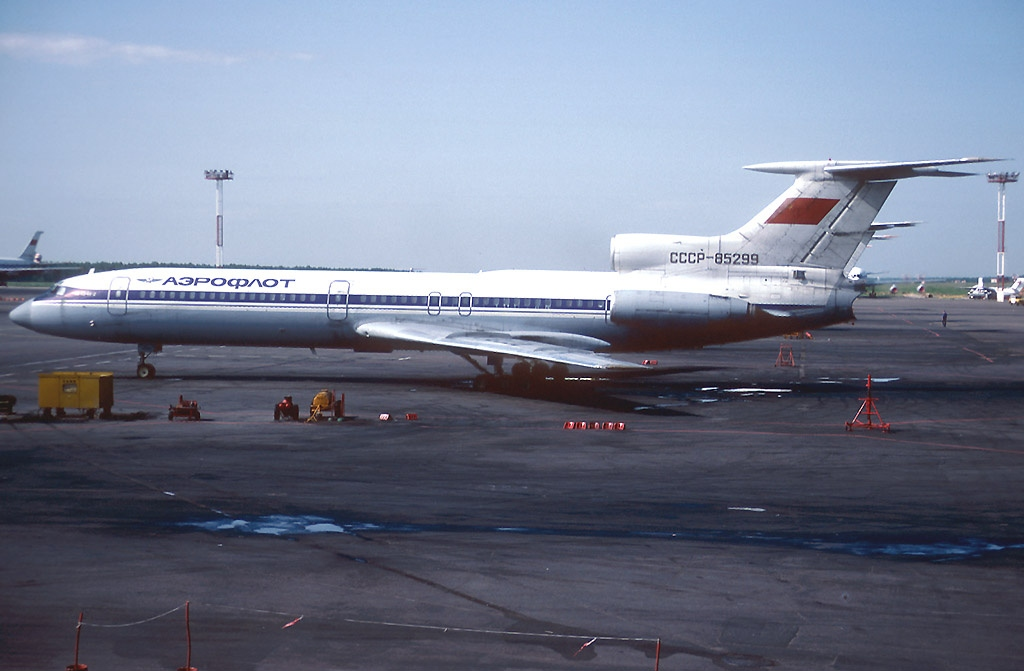
Ту-154Б-2 предприятия «Аэрофлот»

Авиационные происшествия и инциденты, включая угоны, произошедшие с воздушными судами Министерства гражданской авиации СССР (Аэрофлот) в 1980 году.
В этом году крупнейшая катастрофа с воздушными судами предприятия «Аэрофлот» произошла 8 июля в Алма-Ате, когда самолёт Ту-154Б-2 после взлёта в условиях турбулентности упал на землю и взорвался, при этом погибли 166 человек (подробнее…).

## Список
Отмечены происшествия и инциденты, когда воздушное судно было восстановлено.
| Дата                  | Место                                   | ВС        | Бортовой номер | Управление          | Жертв   | Описание | И      |
| --------------------- | --------------------------------------- | --------- | -------------- | ------------------- | ------- | --- | ------ |
| 3 января 1980 года    | Мегион                                  | Ми-8      | 25774          | Тюменское           | 0/?     | Выполняя ночной полёт упал на землю | [ 1 ]  |
| 11 января 1980 года   | Ухта                                    | Ми-4А     | 14307          | Коми                | 1+0/?   | При посадке лопастью несущего винта убило постороннего человека | [ 2 ]  |
| 18 января 1980 года   | Игналинский район                       | Ан-2      | 62658          | Литовское           | 3/4     | Пассажир на месте пилота направил самолёт к земле | [ 3 ]  |
| 24 января 1980 года   | 82 км ЮВ Нюрбы                          | Ми-6А     | 21012          | Якутское            | 11/11   | Упал с высоты из-за отказа поперечного управления | [ 4 ]  |
| 10 февраля 1980 года  | Дружная                                 | Ми-8      | 22287          | Центральных районов | 0/?     | Сдвиг ветра при взлёте в снежном вихре | [ 5 ]  |
| 19 февраля 1980 года  | Нововладимировка                        | Ка-26     | 19520          | Молдавское          | 1/2     | Упал из-за ошибок пилотрования при аграрных работах | [ 6 ]  |
| 1 марта 1980 года     | Оренбург                                | Ту-154А   | 85103          | Западно-Сибирское   | 0/161   | Жёсткая посадка (подробнее…) | [ 7 ]  |
| 5 марта 1980 года     | Сергозеро                               | Ка-26     | 19318          | Ленинградское       | 0/?     | Опрокинулся при посадке | [ 8 ]  |
| 8 марта 1980 года     | Сухой Донец                             | Ан-2      | 70545          | Центральных районов | 0/?     | Сваливание при взлёте из-за убранной механизации крыла | [ 9 ]  |
| 17 марта 1980 года    | Севкатар                                | Ми-8      | 22346          | Армянское           | 11/11   | Из-за турбулентности опустился в кратер и врезался в склон | [ 10 ] |
| 20 марта 1980 года    | н.д.                                    | Ту-134    | н.д.           | н.д.                | 0/?     | При выполнении рейса Баку—Ереван вооружённый ножом Мартиросов (житель Баку, 1959 года рождения) потребовал следовать в Турцию, но был обезоружен самим экипажем                                                                           | [ 11 ] |
| 23 марта 1980 года    | Красная Заря                            | Ан-2      | 32588          | Центральных районов | 0/2     | Разбился при самовольном вылете второго пилота с авиамхаником | [ 12 ] |
| 8 апреля 1980 года    | 8 км С Озерпаха                         | Ми-2      | 23972          | Дальневосточное     | 1/1     | Упал с высоты при полёте в снегопад | [ 13 ] |
| 13 апреля 1980 года   | Карское море                            | Ан-2      | 62479          | Якутское            | 0/5+    | Повреждён при посадке на лёд | [ 14 ] |
| 14 апреля 1980 года   | Красноярск                              | Ан-24Б    | 47732          | Красноярское        | 2/51    | Разрушился при посадке на грунтовый аэродром (подробнее…) | [ 15 ] |
| 14 апреля 1980 года   | Батуми                                  | L-410     | н.д.           | Грузинское          | 0/?     | При выполнении рейса Батуми—Сухуми 16-летний ученик средней школы Бежанидзе (1964 года рождения) передал записку с требованием следовать в Турцию, угрожая в противном случае взорвать самолёт, но после возврата в Батуми был арестован. | [ 11 ] |
| 18 апреля 1980 года   | Быково, Москва                          | Ан-24Б    | 46220          | Центральных районов | 0/47    | Упал при взлёте из-за ошибок экипажа | [ 16 ] |
| 18 апреля 1980 года   | Айон                                    | Ми-6      | 21039          | Магаданское         | 1/14    | Перегруженный вертолёт упал при взлёте в снегопад | [ 17 ] |
| 21 апреля 1980 года   | Остаповка                               | Ми-2      | 14385          | Украинское          | 0/7     | Опрокинулся при посадке | [ 18 ] |
| 26 апреля 1980 года   | Подкаменная Тунгуска                    | Ан-2      | 01170          | Красноярское        | 1/3     | Упал при взлёте из-за спешки экипажа | [ 19 ] |
| 26 апреля 1980 года   | Муйский район                           | Ан-2      | 35584          | Восточно-Сибирское  | 0/12    | При взлёте с убранными закрылками врезался в деревья | [ 20 ] |
| 7 мая 1980 года       | Минск                                   | Ту-134    | н.д.           | н.д.                | 0/?     | Должен был выполнять рейс Минск—Вильнюс—Ленинград, когда около него поймали ученика 9-го класса Маланченко с мелкокалиберной винтовкой «Биатлон-8» и 17-ю патронами к ней, который намеревался угнать самолёт                             | [ 11 ] |
| 17 мая 1980 года      | 11,5 км Ю Невинномысска                 | Ка-26     | 19458          | Северо-Кавказское   | 1/1     | Упал с высоты по неустановленной причине | [ 21 ] |
| 23 мая 1980 года      | Мыс Шмидта                              | Ан-2      | 01200          | Магаданское         | 0/?     | Столкновение с землёй при полёте в сложных метеоусловиях | [ 22 ] |
| 24 мая 1980 года      | Тобольск                                | Ми-8      | 25870          | Тюменское           | 6/6     | Упал с высоты из-за отказа руля управления | [ 23 ] |
| 30 мая 1980 года      | Качугский район                         | Ан-2      | 32275          | Восточно-Сибирское  | 3/3     | Исчез при полёте близ Байкала | [ 24 ] |
| 30 мая 1980 года      | Александрешты                           | Ми-2      | 32275          | Молдавское          | 1/1     | Упал при взлёте из-за отказа двигателя | [ 25 ] |
| 9 июня 1980 года      | Прибуж                                  | Ан-2      | 32284          | Ленинградское       | 0/?     | Разбился из-за хулиганства пилота | [ 26 ] |
| 12 июня 1980 года     | 44 км СЗ Душанбе                        | Як-40     | 87689          | Таджикское          | 29/29   | Столкновение с горой при заходе на посадку (подробнее…) | [ 27 ] |
| 16 июня 1980 года     | Николаевская область                    | Ан-2      | 35124          | Украинское          | 0/?     | Отказ двигателя | [ 28 ] |
| 21 июня 1980 года     | Стерлитамакский район, Большой Куган    | Ми-6      | 21197          | Туркменское         | 7/7     | Упал при посадке из-за отказа управления | [ 29 ] |
| 24 июня 1980 года     | Закаменский район                       | Ми-8      | 25894          | Восточно-Сибирское  | 1/6     | Выстрелом с земли был убит бортмеханик | [ 30 ] |
| 6 июля 1980 года      | Кривой Лиман                            | Ан-2      | 02599          | Северо-Кавказское   | 2/2     | Наземный персонал угнал самолёт, но разбился при взлёте | [ 31 ] |
| 6 июля 1980 года      | Павлодарская область                    | Ми-2      | 15755          | Казахское           | 0/?     | Опрокинулся при посадке | [ 32 ] |
| 8 июля 1980 года      | Алма-Ата                                | Ту-154Б-2 | 85355          | Казахское           | 166/166 | Упал на город при взлёте в сильную турбулентность (подробнее…) | [ 33 ] |
| 12 июля 1980 года     | Преображенка                            | Ми-8      | 25788          | Казахское           | 0/?     | Пилот перезатяжелил несущий винт при взлёте | [ 34 ] |
| 17 июля 1980 года     | Кременчуг                               | Ми-2      | 20116          | Учебных заведений   | 0/?     | Упал при взлёте из-за сложения ручки управления | [ 35 ] |
| 18 июля 1980 года     | близ Архангельска                       | Як-40     | 87793          | Архангельское       | 0/27    | Вынужденная посадка на шоссе из-за ошибочного отключения двигателей | [ 36 ] |
| 20 июля 1980 года     | Чегдомын                                | Ми-8      | 22232          | Дальневосточное     | 0/?     | Упал при взлёте из-за сдвига ветра | [ 37 ] |
| 25 июля 1980 года     | Юргинское                               | Ан-2П     | 02456          | Тюменское           | 0/?     | Отказ двигателя | [ 38 ] |
| 25 июля 1980 года     | Климщина                                | Ан-2      | 35308          | Центральных районов | 5/5     | При самовольном полёте пьяных пилотов врезался в ЛЭП | [ 39 ] |
| 26 июля 1980 года     | Шереметьево, Москва                     | н.д.      | н.д.           | н.д.                | 0/?     | Предотвращена попытка угона самолёта | [ 40 ] |
| 29 июля 1980 года     | Бодайбинский район                      | Ми-8Т     | 22371          | Восточно-Сибирское  | 1/8     | Упал при посадке из-за перезатяжеления несущего винта | [ 41 ] |
| 29 июля 1980 года     | Солнечногорский район                   | Ми-2      | 20669          | Центральных районов | 1/1     | При авиационно-химических работах врезался в ЛЭП | [ 42 ] |
| 29 июля 1980 года     | Раздорский                              | Ми-2      | 20659          | Северо-Кавказское   | 0/?     | Столкновение с землёй из-за отвлечения пилота | [ 43 ] |
| 30 июля 1980 года     | колхоз «Россия», Краснодарский край     | Ан-2      | 56498          | Северо-Кавказское   | 0/?     | Столкновение с автомобилем при заходе на посадку | [ 44 ] |
| 2 августа 1980 года   | Нелькан                                 | Ан-2ТП    | 92860          | Дальневосточное     | 0/?     | Капотирование при взлёте | [ 45 ] |
| 9 августа 1980 года   | Братск                                  | Ан-2      | 09657          | Восточно-Сибирское  | 0/?     | Аварийная посадка из-за истощения топлива | [ 46 ] |
| 10 августа 1980 года  | Сисиан                                  | Ан-2      | 15979          | Армянское           | 0/?     | Потеря высоты из-за попадания в нисходящий поток | [ 47 ] |
| 14 августа 1980 года  | Ламанон                                 | Ан-2      | 16033          | Дальневосточное     | 0/?     | Столкновение с сопкой при полёте в облаках | [ 48 ] |
| 14 августа 1980 года  | Батуми                                  | н.д.      | н.д.           | н.д.                | 0/?     | Предотвращена попытка угона самолёта | [ 40 ] |
| 16 августа 1980 года  | близ Олёкминска                         | Ми-8      | 22529          | Якутское            | 3/15    | Упал на землю из-за истощения топлива | [ 49 ] |
| 27 августа 1980 года  | 92 км СВ Оймякона                       | Ми-4      | 14104          | Якутское            | 2/5     | При аэрофотосъёмке врезался в гору | [ 50 ] |
| 30 августа 1980 года  | Солигаличский район                     | Ан-2      | 32047          | Центральных районов | 5/5     | Столкновение с деревьями при полёте на малой высоте | [ 51 ] |
| 15 сентября 1980 года | Березник                                | Ил-14П    | 41831          | Архангельское       | 0/20    | Упал на деревья при уходе на второй круг с отказавшим двигателем | [ 52 ] |
| 17 сентября 1980 года | Джезказганская область                  | Ан-2      | 07660          | Казахское           | 0/?     | Отвлечение экипажа от пилотирования | [ 53 ] |
| 22 сентября 1980 года | Берёзовский район                       | Ми-4      | 28967          | Тюменское           | 1/5     | Столкновение с горой при полёте на малой высоте | [ 54 ] |
| 24 сентября 1980 года | Клюквинка                               | Ми-4А     | 14830          | Западно-Сибирское   | 0/?     | Отказ двигателя | [ 55 ] |
| 5 октября 1980 года   | Караганда                               | Ми-2      | 23985          | Казахское           | 0/?     | Ошибка пилота в технике пилотирования | [ 56 ] |
| 8 октября 1980 года   | Чита                                    | Ту-154Б-2 | 85321          | Дальневосточное     | 0/184   | Грубая посадка с разрушением фюзеляжа (подробнее…) | [ 57 ] |
| 16 октября 1980 года  | Арылах                                  | Ми-6А     | 21064          | Якутское            | 0/6     | Столкновение с деревьями при посадке в метель | [ 58 ] |
| 16 октября 1980 года  | Мучкапский район                        | Ми-2      | 20673          | Центральных районов | 0/?     | Разбился при посадке | [ 59 ] |
| 23 октября 1980 года  | 83 км Ю Нового Васюгана                 | Ми-8      | 25270          | Западно-Сибирское   | 1/4     | При полёте в тумане потерял высоту и врезался в деревья | [ 60 ] |
| 26 октября 1980 года  | 17 км СЗ Комрво                         | Ми-8      | 25961          | Дальневосточное     | 3/3     | Столкновение с горой из-за уклонения с маршрута | [ 61 ] |
| 28 октября 1980 года  | 25 км ЮВ Кабула                         | Ан-12БП   | 11104          | ЦУМВС               | 6/6     | Столкновение с горой при заходе на посадку | [ 62 ] |
| 28 октября 1980 года  | Серафимовичский район                   | Ан-2ТП    | 91775          | Северо-Кавказское   | 3/3     | Столкновение в воздухе | [ 63 ] |
| 28 октября 1980 года  | Серафимовичский район                   | Ан-2ТП    | 91762          | Северо-Кавказское   | 0/4     | Столкновение в воздухе | [ 63 ] |
| 30 октября 1980 года  | 17 км СВ Новоаганска                    | Ми-6      | 21898          | Дальневосточное     | 1/10    | При полёте в снегопад врезался в лёд озера | [ 64 ] |
| 2 ноября 1980 года    | Фатеевка                                | Ан-2      | 82906          | Центральных районов | 0/?     | Ошибка экипажа в технике пилотирования | [ 65 ] |
| 4 ноября 1980 года    | Володарка                               | Ан-2      | 32507          | Украинское          | 1/2     | Столкновение с землёй при посадке | [ 66 ] |
| 11 ноября 1980 года   | Черниговская область                    | Ан-2      | 41364          | Украинское          | 0/?     | Отвлечение экипажа от пилотирования | [ 67 ] |
| 20 ноября 1980 года   | Советско-Гаванский район                | Ми-8      | 22814          | Дальневосточное     | 0/?     | Упал при взлёте в снежном вихре | [ 68 ] |
| 21 ноября 1980 года   | Тыльский Маяк, Тугуро-Чумиканский район | Ми-8      | 22514          | Дальневосточное     | 0/?     | Отказ двигателя при взлёте | [ 69 ] |
| 23 ноября 1980 года   | Новопсков                               | Ка-26     | 19662          | Центральных районов | 0/1     | Потеря управления из-за отказа механизма несущих винтов | [ 70 ] |